# Palatul Mariinski
Palatul Mariinski (în ucraineană Маріїнський палац) este reședința oficială a Președintelui Ucrainei. Palatul baroc este situat pe malul drept al Niprului, în Kiev, lângă clădirea neoclasică a Parlamentului Ucrainei.
Împreună cu alte monumente din Kiev, palatul este pus în pericol de Invazia Rusiei în Ucraina (2022).

## Istoric
Palatul a fost comandat de împărăteasa Elisabeta în 1744; planurile au fost făcute de Bartolomeo Rastrelli⁠(en)[traduceți], cel mai cunoscut arhitect al Rusiei din acea vreme. Un discipol al lui Rastrelli, Ivan Miciurin, împreună cu un grup de alți arhitecți, a terminat construcția în 1752. Însă Elisabeta nu a apucat să-l vadă; primul cap încoronat care a locuit în palat a fost Ecaterina a II-a, la vizita sa în Kiev în 1787.
La începutul secolului al XIX-lea palatul a fost distrus de o serie de incendii și a a fost abadonat pentru aproape jumătate de secol. În 1870, sub împăratul Alexandru al II-lea, palatul a fost reconstruit de arhitectul Konstantin Mayevsky, folosind drept ghid desene și acuarele vechi, apoi el a primit numele soției lui Alexandru al II-lea, Maria Alexandrovna. La dorința acesteia a fost amenajat un parc în partea de nord a palatului. Apoi palatul a fost folosit ca reședință pentru membrii familiei imperiale până în 1917.
În anii Războiului Civil Rus (1917–1920), în special în timpul răscoalei bolșevice din Kiev, palatul a servit drept cartier general al comitetului revoluționar. În anii 1920 a fost instalată aici o școală de agricultură, după care a devenit muzeu.

## Galerie

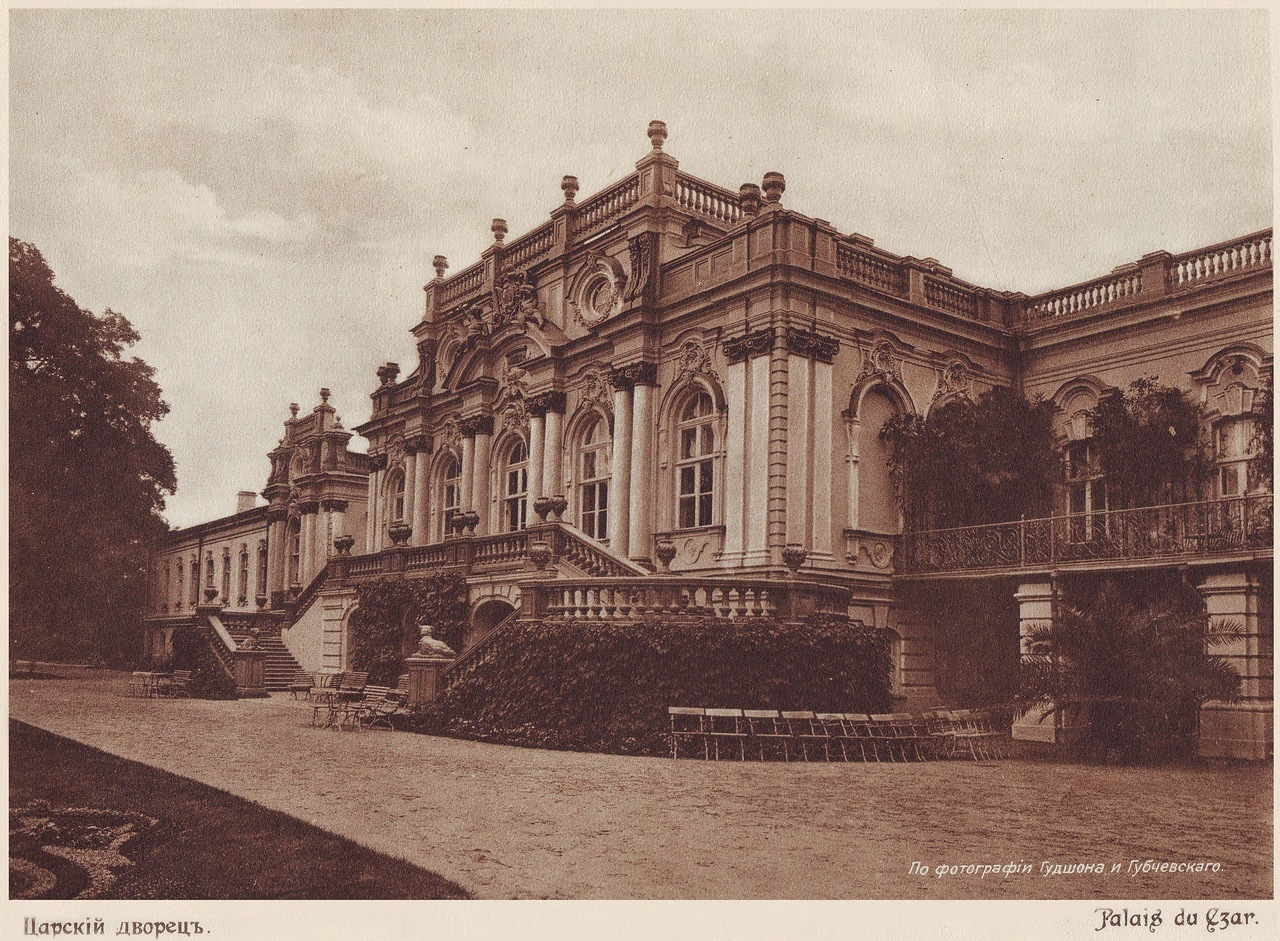
Palatul Mariinski în 1911
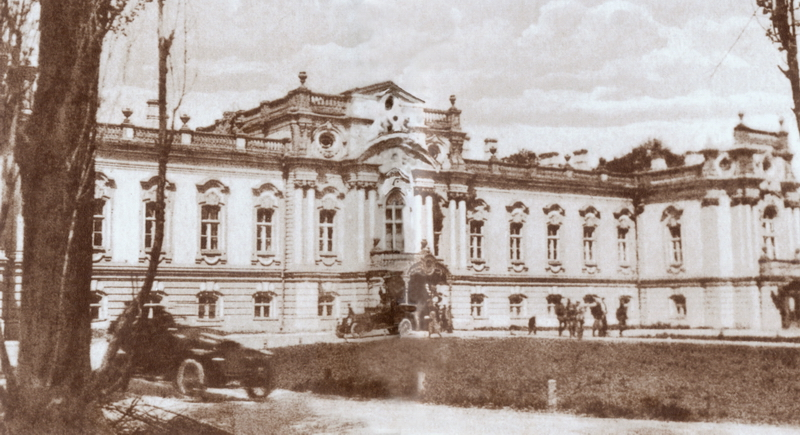
Palatul Mariinski în 1918
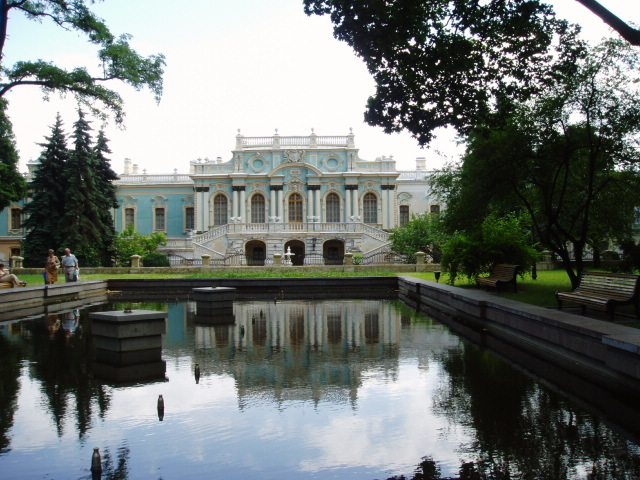
Fațada nord și parcul
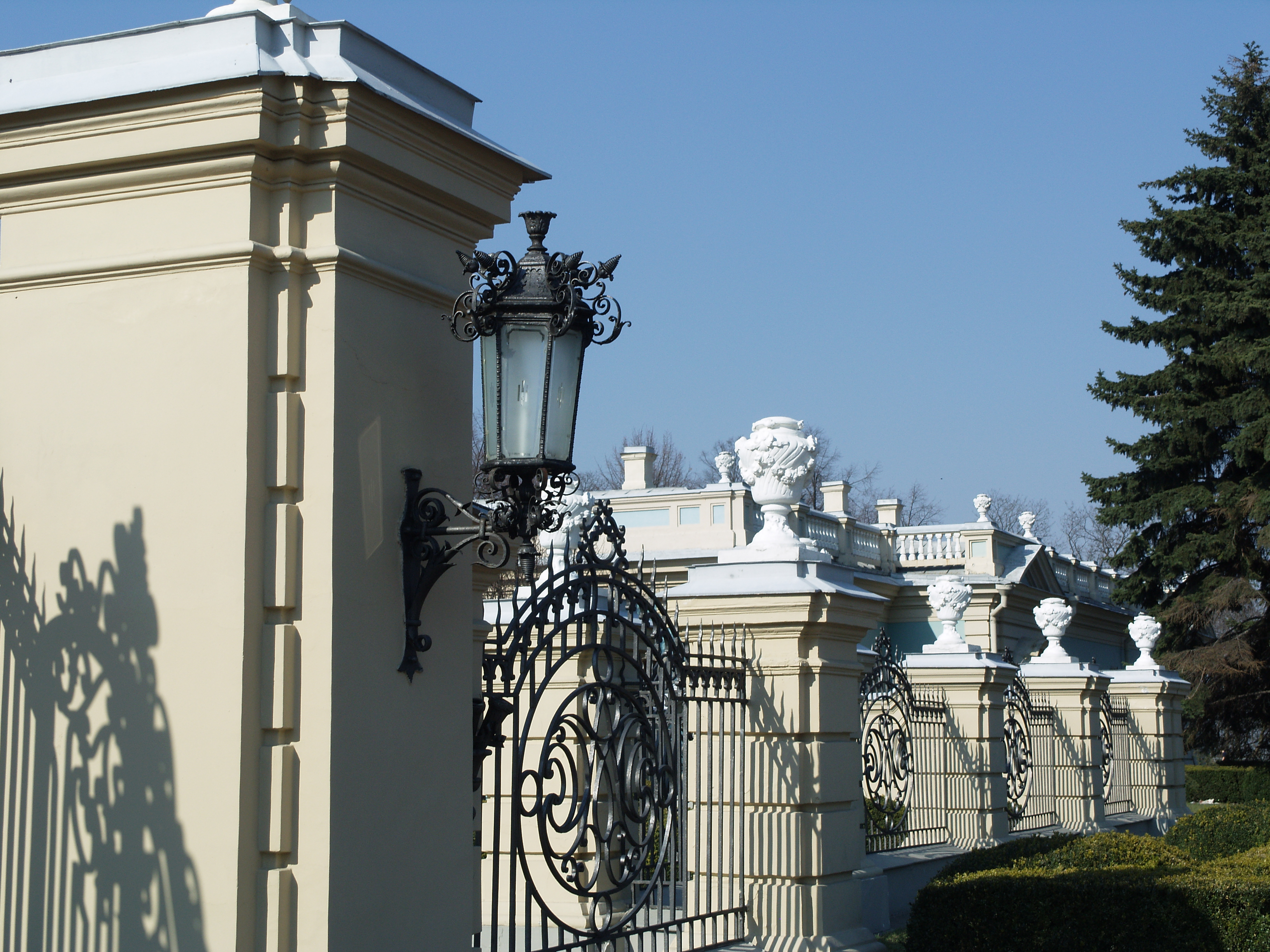
Grilajul de fier forjat